# Modcorb
Modcorb lub Mog Corb („Kołodziej”) – legendarny zwierzchni król Irlandii z dynastii Milezjan (linia Emera) w latach 243-236 p.n.e. Syn Cobthacha Caema („Przystojnego”), syna Rechtaida Rigderga („z Czerwonym Przegubem”), zwierzchniego króla Irlandii.
Objął zwierzchnią władzę po pokonaniu i zabiciu swego poprzednika, Melge’a Molbthacha, w bitwie pod Claire na terenie Munsteru. Są rozbieżności w źródłach, co do czasu jego rządów. Roczniki Czterech Mistrzów podały siedem, zaś Księga najazdów Irlandii („Lebor Gabála Érenn”) podała sześć lat. Geoffrey Keating napisał o nim, że otrzymał swe imię z powodu naprawy połamanego wozu, należącego do jego syna Fercorba, przyszłego zwierzchniego króla Irlandii. Modcorb zginął z ręki swego następcy, Aengusa Ollama, wnuka arcykróla Labraida Loingsecha.